# Чемберс, Джерри
Джером Пёрселл «Джерри» Чемберс (англ. Jerome Purcell "Jerry" Chambers; родился 18 июля 1943 года) — американский профессиональный баскетболист, игравший на позиции лёгкого форварда. Выступал за клубы Национальной баскетбольной ассоциации и Американской баскетбольной ассоциации.

## Биография
Чемберс выступал за баскетбольную команду университета Юты и в 1966 году завоевал награду самого выдающегося игрока баскетбольного турнира NCAA, а его команда в этом году дошла до Финала четырёх. В 1966 году он был выбран клубом «Лос-Анджелес Лейкерс» на драфте НБА под общим 7 номером. В НБА Чемберс провёл 4 сезона, выступая за «Лейкерс», «Финикс Санз», «Атланта Хокс» и «Баффало Брэйвз». В 1968 году он стал частью одного из самых значительных переходов в истории НБА. Его, вместе с Арчи Кларком и Дарреллои Имхоффом обменяли в команду «Филадельфия-76» на будущего члена Зала славы баскетбола Уилта Чемберлена.
С 1972 года по 1974 год он выступал в Американской баскетбольной ассоциации за клубы «Сан-Диего Конкистадорс» и «Сан-Антонио Спёрс».

## Статистика

### Статистика в НБА
| Сезон                                                                                    | Команда | Регулярный сезон | Регулярный сезон | Регулярный сезон | Регулярный сезон | Регулярный сезон | Регулярный сезон | Регулярный сезон | Регулярный сезон | Регулярный сезон | Регулярный сезон | Регулярный сезон | Серия плей-офф | Серия плей-офф | Серия плей-офф | Серия плей-офф | Серия плей-офф | Серия плей-офф | Серия плей-офф | Серия плей-офф | Серия плей-офф | Серия плей-офф | Серия плей-офф |
| Сезон                                                                                    | Команда | GP               | GS               | MPG              | FG%              | 3P%              | FT%              | RPG              | APG              | SPG              | BPG              | PPG              | GP             | GS             | MPG            | FG%            | 3P%            | FT%            | RPG            | APG            | SPG            | BPG            | PPG            |
| ---------------------------------------------------------------------------------------- | ------- | ---------------- | ---------------- | ---------------- | ---------------- | ---------------- | ---------------- | ---------------- | ---------------- | ---------------- | ---------------- | ---------------- | -------------- | -------------- | -------------- | -------------- | -------------- | -------------- | -------------- | -------------- | -------------- | -------------- | -------------- |
| 1966/67                                                                                  | Лейкерс | 69               |                  | 14,7             | 45,2             |                  | 73,1             | 3,0              | 0,6              |                  |                  | 7,5              | 3              |                | 14,7           | 52,2           |                | 100,0          | 2,7            | 0,3            |                |                | 10,3           |
| 1969/70                                                                                  | Финикс  | 79               |                  | 14,4             | 43,0             |                  | 72,8             | 2,8              | 0,7              |                  |                  | 8,3              | 7              |                | 10,4           | 37,8           |                | 62,5           | 2,4            | 1,0            |                |                | 4,7            |
| 1970/71                                                                                  | Атланта | 65               |                  | 18,0             | 45,1             |                  | 79,1             | 3,8              | 0,9              |                  |                  | 8,9              | 4              |                | 5,5            | 33,3           |                | 50,0           | 1,3            | 0,0            |                |                | 1,8            |
| 1971/72                                                                                  | Баффало | 26               |                  | 14,2             | 43,3             |                  | 68,8             | 2,6              | 0,9              |                  |                  | 6,8              | Не участвовал  | Не участвовал  | Не участвовал  | Не участвовал  | Не участвовал  | Не участвовал  | Не участвовал  | Не участвовал  | Не участвовал  | Не участвовал  | Не участвовал  |
|                                                                                          | Всего   | 239              |                  | 15,4             | 44,2             |                  | 74,7             | 3,1              | 0,8              |                  |                  | 8,1              | 14             |                | 9,9            | 42,0           |                | 76,5           | 2,1            | 0,6            |                |                | 5,1            |
| Наведите курсор мыши на аббревиатуры в заголовке таблицы, чтобы прочесть их расшифровку. |         |                  |                  |                  |                  |                  |                  |                  |                  |                  |                  |                  |                |                |                |                |                |                |                |                |                |                |                |